# Ulviyya Hadjibeyova
 (décembre 2022).
Ulviyya Hadjibeyova (en azéri : Ülviyyə Vaqif qızı Hacıbəyova; née le 9 juin 1960 à Bakou) est une pianiste et compositrice azerbaïdjanaise, professeur à l'Académie de musique de Bakou, artiste du peuple de la République d'Azerbaïdjan (2018).

## Biographie
Ulviyya Hadjibeyova est née dans une famille intellectuelle de Bakou. Elle commence à jouer du piano à l'âge de 3 ans. Elle reçoit sa première éducation à l'école secondaire de musique du nom de Bulbul. En 1983, elle est diplômée du Conservatoire d'État d'Azerbaïdjan avec une spécialisation en piano, et en 1986, elle est stagiaire assistant dans la classe de l'artiste du peuple de la RSS d'Azerbaïdjan Rauf Atakichiyev, Elle étudie avec les professeurs Jacob Milstein et Lev Naumov au Conservatoire d'État du nom de P. I. Tchaïkovski. Ulviyya Hadjibeyova commence sa carrière d'enseignante en 1983 en tant que professeur au Conservatoire d'État d'Azerbaïdjan Uzeyir Hadjibeyov. Actuellement, elle est professeur au département de piano spécialisé de l'Académie de musique de Bakou.

## Créativité
Depuis 1985, Ulviyya Hadjibeyova donne régulièrement des programmes de concerts en Azerbaïdjan et à l'étranger en duo avec Yegana Akhundova. Elle se produit également avec succès dans de nombreux festivals et concours internationaux.
Ulviyya Hadjibeyova écrit sa première œuvre à l'âge de 6 ans. En conséquence, Azerbaïdjan Telefilm réalise un film intitulé "Les chansons d'Ulviya", diffusé à la télévision de Bakou et de Moscou. Ulviyya Hadjibeyova fait la rédaction des œuvres des compositeurs Djovdat Hadjiyev, Soltan Hadjibeyov, Niyazi et d’autres et les joue pour la première fois.
Elle est l'interprète de la musique allemande Itaf, Monde musical de Hadjibekov, Œuvres de compositeurs azerbaïdjanais trouvées dans les archives, ainsi que de l’ Anthologie d'œuvres de compositeurs azerbaïdjanais, enregistrés sur 15 disques, dont plus de 1000 œuvres de 143 compositeurs azerbaïdjanais. Cette liste comprend les disques Monde de la musique de Hadjibekov, Des archives du Musée national de la culture musicale d'Azerbaïdjan, Anthologie des compositeurs azerbaïdjanais. En outre, elle est l’autheure d’un certain nombre de chansons et de pièces pour piano, et l'auteur de plus de 30 articles scientifiques : Artistes d'art. Le monde de la musique de Hadjibekov, Les sagas folkloriques dans les œuvres d'opéra des compositeurs azerbaïdjanais, Problèmes d'interprétation des œuvres écrites pour le piano dans le cadre du projet en trois volumes, Anthologie des œuvres des compositeurs azerbaïdjanais, Ismayil Hadjibekov . En plus, elle est la compositrice et l'éditrice du livre de notes en 3 volumes Anthologie des œuvres des compositeurs azerbaïdjanais.